# Senado (Guinea Ecuatorial)
El Senado (también llamado Cámara de Senadores) es la cámara alta del Parlamento de Guinea Ecuatorial. 
El Senado fue establecido tras las reformas constitucionales aprobadas en un referéndum en 2011 y promulgadas en febrero de 2012. Las primeras elecciones al Senado se celebraron en mayo de 2013.
El Senado cuenta con 70 miembros, de los cuales 55 son elegidos y 15 son nombrados por el presidente.

## Elecciones

### Elecciones de 2022
| Partido Democrático de Guinea Ecuatorial y aliados                                        | 55  | 0     |
| Convergencia para la Democracia Social                                                    | 0   | 0     |
| Partido de la Coalición Social Demócrata                                                  | 0   | Nuevo |
| Total                                                                                     | 100 | 0     |
| Fuente: Gobierno de Guinea Ecuatorial Archivado el 3 de marzo de 2016 en Wayback Machine. |     |       |